# خوان فيرير
خوان فيرير (بالإسبانية: Juan Ferrer Lahera) (و. 1955 – 2015 م) هو لاعب جودو من كوبا، ولد في سانتياغو دي كوبا، شارك في الألعاب الأولمبية الصيفية 1980، توفي في هافانا، عن عمر يناهز 60 عاماً.

## روابط خارجية
- خوان فيرير على موقع الفيدرالية الدولية للجودو (الإنجليزية)
- خوان فيرير على موقع JudoInside.com (الإنجليزية)
- خوان فيرير على موقع AllJudo.net (الفرنسية)
- خوان فيرير على موقع اللجنة الأولمبية الدولية (الإنجليزية)
- خوان فيرير على موقع أوليمبيديا (الإنجليزية)